# Carlito
Carlos Edwin Colón Jr. (* 21. Februar 1979 in San Juan), besser bekannt unter seinem Ringnamen Carlito, ist ein puerto-ricanischer Wrestler.

## Leben

### Jugend
Carlos Edwin Colón Jr. wurde in eine Wrestling-Familie hinein geboren. Sein Vater war der aus Puerto Rico stammende Wrestler Carlos Colón, dessen größter Erfolg der Gewinn der NWA Worlds Heavyweight Championship gegen Ric Flair war. Er ist außerdem Gründer der Wrestling-Promotion World Wrestling Council. Carlos’ Bruder Edwin Carlos „Eddie“ Colón ist ebenfalls Wrestler und unter dem Ringnamen Primo aktiv. Sein Cousin ist Epico Colon.

### World Wrestling Council
Nachdem er von seinem Vater trainiert worden war, startete Colón seine Wrestlingkarriere in dessen Wrestling-Promotion World Wrestling Council. Während einer monatelangen Fehde gegen Ray Gonzalez gewann er elf Mal den WWC Universal Heavyweight Championship. Mit seinem ersten Gewinn am 29. Januar 2000 wurde er der jüngste Wrestler, der diesen Titel jemals halten durfte. Zusammen mit Primo und Konnan hielt er außerdem den WWC Tag Team Championship.
Anschließend unterschrieb er einen Vertrag bei World Wrestling Entertainment.

### World Wrestling Entertainment
Nach einer kurzen Zeit in der WWE-Aufbauliga Ohio Valley Wrestling debütierte Colón unter dem Namen Carlito Caribbean Cool (später nur noch Carlito) am 7. Oktober 2004 im SmackDown!-Roster. Gleich in seinem ersten Match besiegte er John Cena um die WWE United States Championship. Nach etwa einem Monat zog sich Colón jedoch eine Schulterverletzung zu und verlor den United States Title wieder an Cena. Colón musste für mehrere Monate pausieren.
Im März 2005 kehrte er bei WrestleMania 21 zurück, als er Roddy Piper und dessen Gast Steve Austin im Showsegment Piper's Pit attackierte.

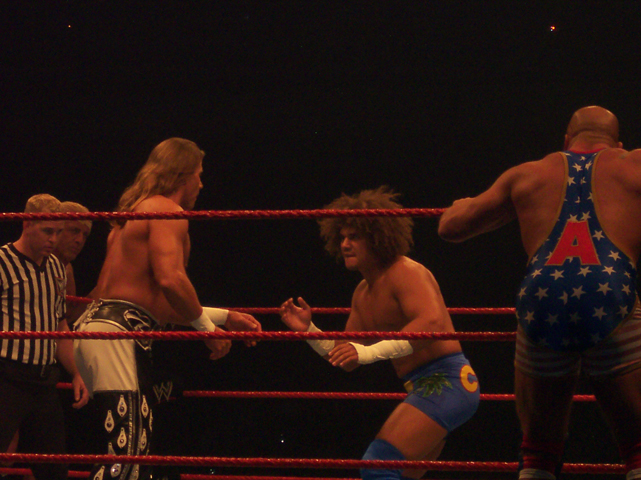
Carlito (Mitte) im Jahr 2005

Colón wechselte am 20. Juni 2005 zum RAW-Roster und gewann bei seinem ersten Auftritt nach dem Draft den WWE Intercontinental Championtitel von Shelton Benjamin. Bei der Großveranstaltung Unforgiven 2005 am 18. September 2005 verlor er den Titel an Ric Flair. Colón wurde weiterhin in das Titelgeschehen auf die Intercontinental Championship eingebunden, durfte den Titel jedoch zu dieser Zeit nicht gewinnen.
Am 25. Juni 2008 wechselte er zur Freitagssendung SmackDown!. Bei der SmackDown!-Ausgabe am 21. September 2008 gewann er zusammen mit seinem Bruder Primo den WWE Tag Team Titel gegen Zack Ryder und Curt Hawkins.
Bei der 25. Ausgabe von Wrestlemania am 5. April 2009, gewannen Colón und Primo zusätzlich noch den WWE World Tag Team Titel von The Miz und John Morrison und wurden die ersten Unified Tag Team Champions.
Mit dem Besetzungswechsel 2009 wurden Colón und Primo zur Montagssendung RAW geschickt. Am 28. Juni 2009 verloren sie ihre Titel jedoch an Edge und Chris Jericho. Daraufhin wurde das Tag Team aufgelöst.
In der Folge trat er in der Wrestlingshow WWE NXT als Trainer von Michael Tarver auf.
Am 21. Mai 2010 gab die WWE bekannt, dass Colon entlassen wurde. Carlito hatte gegen das WWE Wellness Program verstoßen und illegale Schmerzmittel verwendet. Da er sich weigerte in eine Entzugsklinik zu gehen, wurde er aus dem laufenden Vertrag entlassen.

### World Wrestling Council und Independentszene (2010 bis 2021)
Ab dem 10. Juli 2010 trat Colón wieder bei World Wrestling Council auf, wo er bis heute zu den Topstars der Promotion zählt. Den Haupttitel der Promotion gewann er insgesamt 17 mal. Daneben ist Carlito ein gefragter Name in der internationalen Independent-Szene. So trat er unter anderem für das Pro Wrestling Syndicate, NWA Southwest, World Wrestling Association, Border City Wrestling, National Wrestling Superstars, Vendetta Pro Wrestling und Canadian National Wrestling Alliance an. Eine Rückkehr zur WWE lehnte er zuletzt 2015 ab.
2017 spielte er in zwei Episoden der Netflix-Serie GLOW mit. Am 31. Januar 2021 kehrte er zurück und nahm am Royal Rumble Match teil. Am 1. Februar 2021 bestritt er zusammen mit Jeff Hardy ein Match gegen Elias und Jaxson Ryker. Dieses konnten sie gewinnen.

#### Rückkehr zur WWE (seit 2023)
Bei WWE Backlash 2023 kehrte Carlito offiziell zur WWE zurück. Er war fortan Teil der Gruppierung LWO. Diese verriet er jedoch im April 2024, als er Dragon Lee, ebenfalls Teil des Stables, angriff. Dies führte zu einer kurzzeitigen Fehde von LWO gegen Carlito, in der auch der Judgement Day beteiligt war. Nachdem Finn Bálor und der restliche Judgment Day sowohl Damian Priest als auch Rhea Ripley verriet, schloss sich Carlito endgültig mit dem Judgement Day zusammen, nachdem er bereits Monate versucht hatte, Teil des Stables zu werden.

## Erfolge

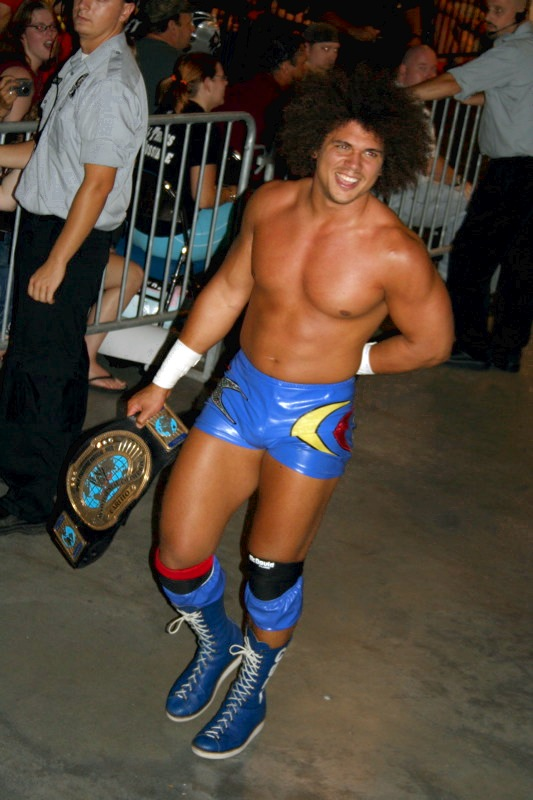
Carlito als Intercontinental Champion

### Titel
- Big Time Wrestling
  - 1× BTW Championship
- Family Wrestling Entertainment
  - 1× FWE Heavyweight Championship
- First Wrestling Society
  - 1× 1WS World Heavyweight Championship (aktueller Titelträger)
- Funking Conservatory
  - 1× FC Television Champion
- Imperio Lucha Libre
  - 1× Imperio World Championship (aktueller Titelträger)
  - Sieger des Imperio World Championship Tournament (2017)
- Magnum Pro Wrestling
  - 1× Magnum Heavyweight Championship
- Millennium Wrestling Federation
  - 1× MWF Undisputed Championship (aktueller Titelträger)
- Wrestling Alliance Revolution
  - 1× WAR World Heavyweight Championship
- World Wrestling Council
  - 1× WWC Puerto Rico Heavyweight Championship
  - 17× WWC Universal Heavyweight Champion
  - 2× WWC Tag Team Champion je 1× mit Eddie Colón und Konnan
- World Wrestling Entertainment
  - 1× World Tag Team Champion mit Primo
  - 1× WWE Intercontinental Champion
  - 1× WWE United States Champion
  - 1× WWE Tag Team Champion mit Primo

### Auszeichnungen
- Pro Wrestling Illustrated
  - #27 der 500 besten Einzelwrestler (2006)
- Puerto Rico Wrestling
  - Tag Team of the Year 2008 (mit Primo)
- World Wrestling Entertainment
  - Erster Unified WWE Tag Team Champion mit Primo

## Filmografie
- 2017: GLOW (zwei Episoden)